# Större bärnstenssnäcka
Större bärnstenssnäcka (Succinea putris) är en landlevande snigel tillhörande familjen bärnstenssnäckor. 

## Kännetecken

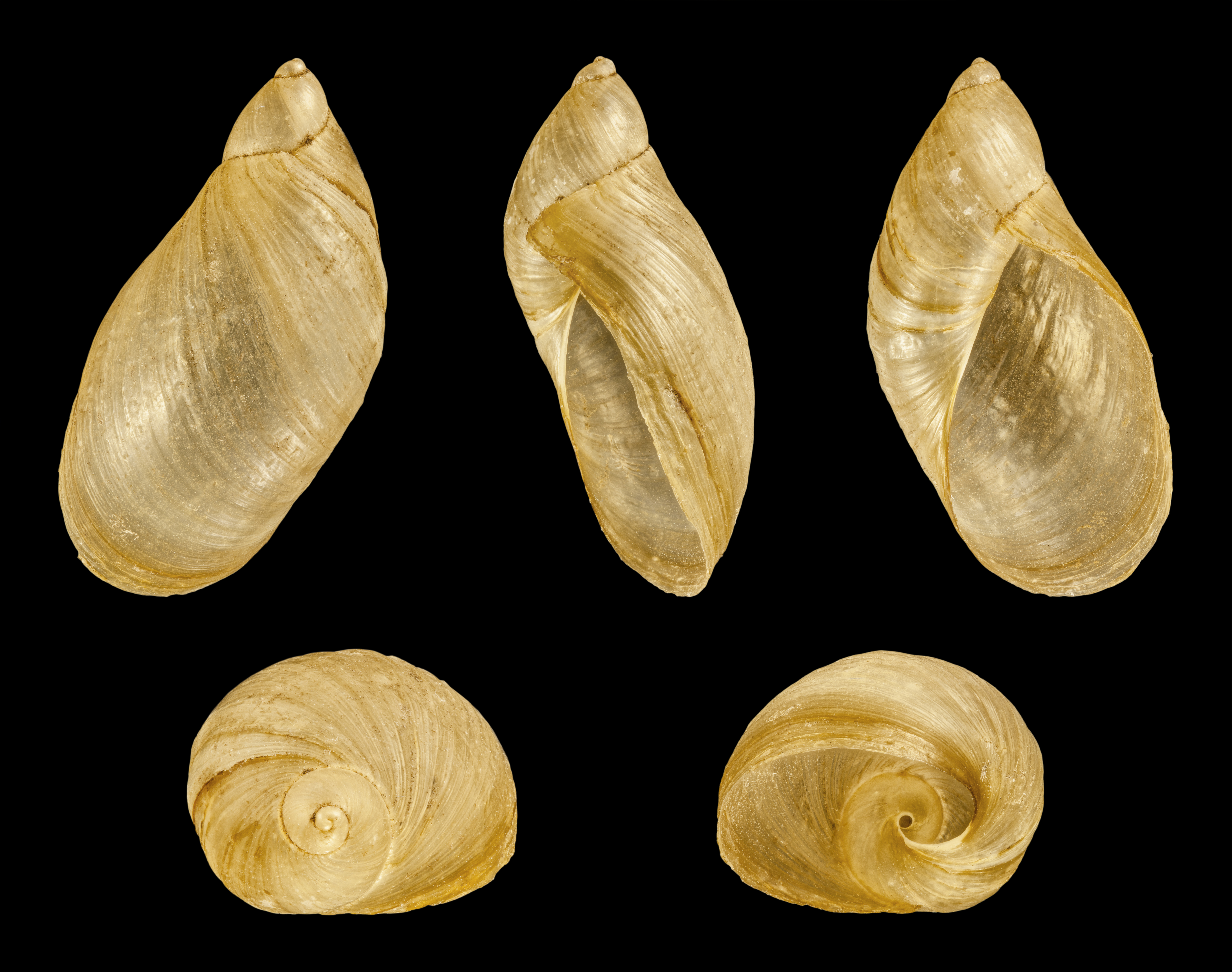

Den större bärnstenssnäckan har en skallängd på mellan 16 och 22 millimeter. Snäckan kan normalt inte dra in hela kroppen i skalet, men vid torka kan den avsöndra så mycket vatten att kroppen får plats i skalet och öppningen täpps igen med ett stelnat sekret.

## Utbredning
Den större bärnstenssnäckan har palearktisk utbredning och är även vanlig i Sverige.

## Levnadssätt
Den större bärnstenssnäckan lever i vegetationen i närheten av sötvatten. Den kan ibland parasiteras av en sugmask (Leucochloridium paradoxum). Snäckan får då en kraftigt uppförstorad antenn som pulserar i vitgröna eller vitbruna nyanser. Detta lockar fåglar att äta upp den och parasiten fortsätter sin livscykel i fågeln. 

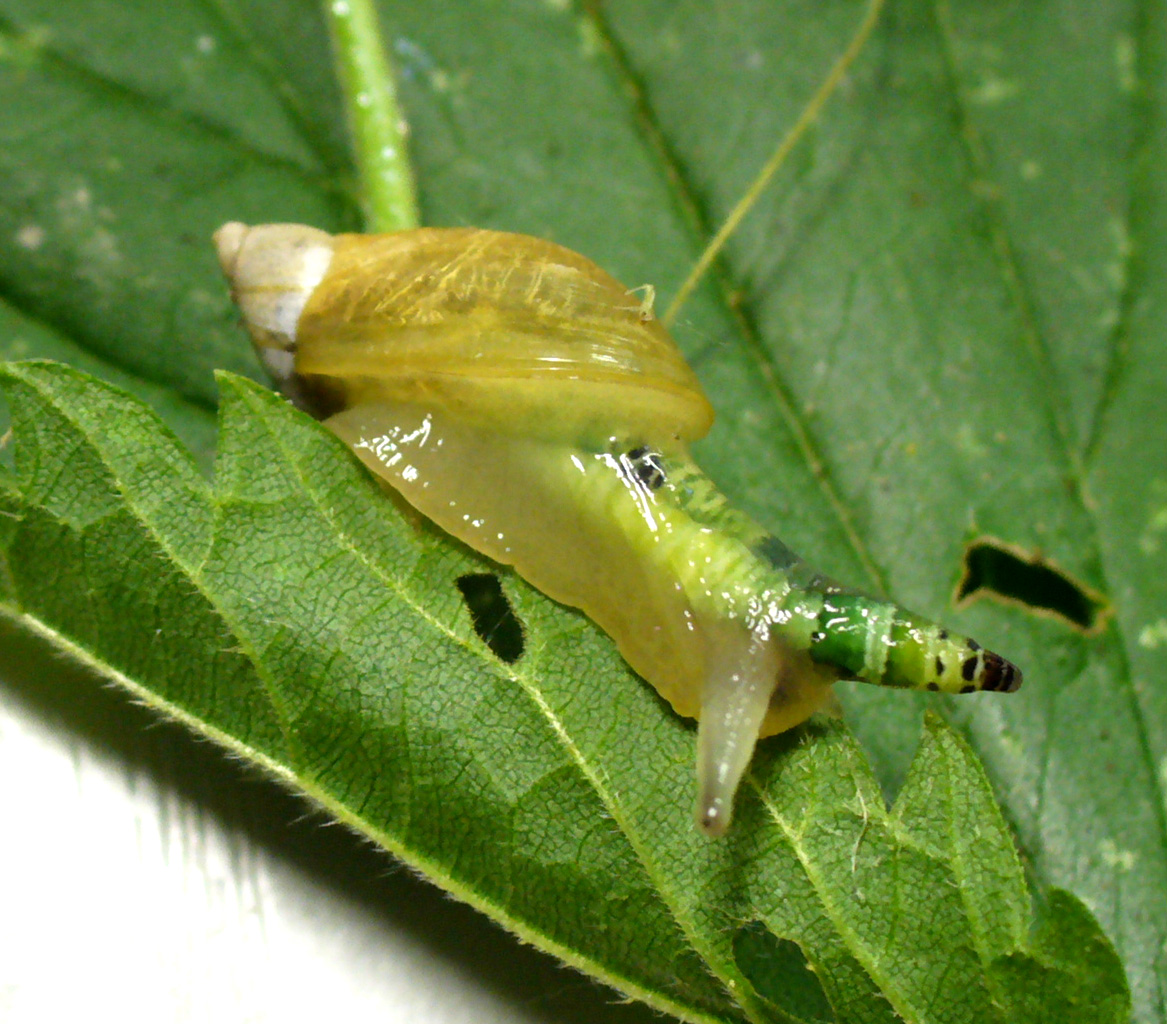
Större bärnstenssnäcka med parasiterande sugmask Leucochloridium paradoxum i vänstra tentakeln